# Filmographie de Line Renaud
Cette page recense la filmographie de Line Renaud.

## Filmographie

### Cinéma
- 1946 : La Foire aux chimères de Pierre Chenal : la chanteuse de Tant que tu m'aimeras
- 1947 : Si j'avais la chance de Louis Cuny[1] : elle-même (court-métrage)
- 1948 : Une belle garce de Jacques Daroy
- 1950 : Caprices de Paris de René Sti : elle-même (court-métrage)
- 1951 : Au fil des ondes de Pierre Gautherin : elle-même
- 1952 : Ils sont dans les vignes de Robert Vernay : Rose Filhol
- 1952 : Paris chante toujours de Pierre Montazel : elle-même
- 1953 : La Route du bonheur de Maurice Labro et Giorgio Simonelli : elle-même
- 1953 : Quitte ou double de Robert Vernay : la chanteuse
- 1953 : Boum sur Paris de Maurice de Canonge : elle-même
- 1955 : La Madelon de Jean Boyer : Madeleine Thuilier, dite La Madelon
- 1957 : Mademoiselle et son gang de Jean Boyer : Agnès Bourdieux
- 1959 : Patricia de Harald Philipp : Juliette
- 1959 : L'Increvable de Jean Boyer : Liliane Robustal
- 1989 : La Folle Journée ou le Mariage de Figaro de Roger Coggio : Marceline
- 1990 : Ripoux contre ripoux de Claude Zidi : Simone
- 1994 : J'ai pas sommeil de Claire Denis : Ninon
- 1995 : Ma femme me quitte de Didier Kaminka : Margot Piquet
- 1999 : Belle Maman de Gabriel Aghion : Nicou
- 1999 : Doggy Bag de Frédéric Comtet : la mère
- 2001 : Chaos de Coline Serreau : Mamie
- 2003 : 18 ans après de Coline Serreau : Julie
- 2005 : Le Courage d'aimer de Claude Lelouch : Line
- 2006 : La Maison du bonheur de Dany Boon : Tata Suzanne Bailleul
- 2008 : Bienvenue chez les Ch'tis de Dany Boon : la mère d’Antoine Bailleul
- 2010 : L'Apprenti Père Noël de Luc Vinciguerra : Solange Folichon (voix)
- 2011 : La Croisière de Pascale Pouzadoux : Simone
- 2016 : I am Katya Golubeva de Natalija Ju : elle-même (documentaire, images d'archives)
- 2018 : La Ch'tite Famille de Dany Boon : Suzanne
- 2019 : Let's Dance de Ladislas Chollat : Nicole
- 2021 : Un tour chez ma fille d'Éric Lavaine : Mamoune
- 2022 : Une belle course de Christian Carion : Madeleine

### Télévision
- 1982 : Ricky ou la Belle Vie de Howard Leeds de Jack Shea : Jacqueline (saison 5, épisode 21 : Pardon My French)
- 1991 : Mémoire de minuit (Memories of Midnight) créé par Sidney Sheldon, réalisation Gary Nelson : Evelyn Karl (mini-série)
- 1992 : Les Routes de la liberté (The Sands of Time) de Gary Nelson
- 1993 : Polly West est de retour de Jean Chapot : Polly West
- 1994 : Rendez-moi ma fille d'Henri Helman : Lou
- 1995 : Les Filles du Lido de Jean Sagols : Henriette (mini-série)
- 1996 : Sixième classique de Bernard Stora : Madame Cotelle
- 1996 : L'Embellie de Charlotte Silvera : Dora
- 1997 : Une vie pour une autre d'Henri Helman : Garance
- 1997 : La Grande Béké d'Alain Maline : Fleur de la Joucqerie
- 1997 : La Voisine de Luc Béraud : Simone Castres
- 1997 : Une femme d'action de Didier Albert : Colette Valier
- 1998 : Louise et les Marchés de Marc Rivière : Louise Richard (mini-série)
- 1998 : À nous deux la vie de Alain Nahum : Fanny
- 1999 : La Petite fille en costume marin de Marc Rivière : Reine Cadalen (mini-série)
- 2000 : Roule routier de Marion Sarraut : Florence
- 2001 : La Grande Brasserie de Dominique Baron : Simone Constant
- 2002 : Tous les chagrins se ressemblent de Luc Béraud : Suzanne
- 2003 : Suzie Berton de Bernard Stora : Suzie Berton
- 2004 : Nos vies rêvées de Fabrice Cazeneuve : Minette
- 2004 : Le Miroir de l'eau d'Edwin Baily : Suzanne Castella (mini-série)
- 2004 : Menteur ! Menteuse ! d'Henri Helman : Élisabeth, dite Betty
- 2005 : Une famille pas comme les autres d'Édouard Molinaro : Blandine
- 2005 : Les Rois maudits de Josée Dayan : Marie de Hongrie (mini-série)
- 2006 : Le Serment de Mado de François Luciani : Mado
- 2006 : Une juge sous influence de Jean-Louis Bertuccelli : Hélène Mugnier, la présidente
- 2006 : La Reine Sylvie de Renaud Bertrand : Sylvie Ferrère
- 2007 : Les Sœurs Robin de Jacques Renard : Marie Robin
- 2007 : Aller-retour dans la journée de Pierre Sisser : Elise Villedieu
- 2008 : Le Silence de l'épervier de Dominique Ladoge : Margot Vivier Lefort (mini-série)
- 2009 : La Femme tranquille de Thierry Binisti : Louise
- 2010 : En cas de malheur de Jean-Daniel Verhaeghe : Viviane Guérand
- 2011 : Isabelle disparue de Bernard Stora : Jeanne d'Orval
- 2011 : Petits arrangements avec ma mère de Denis Malleval : Marie-Louise
- 2012 : Simple question de temps d'Henri Helman : Laurence Delcourt
- 2013 : Belinda et moi de Thierry Binisti : Jacqueline
- 2014 : La Douce empoisonneuse de Bernard Stora : Clémence
- 2014 : La Voyante d'Henri Helman : Véra
- 2015 : Dix pour cent de Cédric Klapisch : elle-même (saison 1, épisode 2 : Line et Françoise)
- 2015 : Rappelle-toi de Xavier Durringer : Mado
- 2016 : Commissaire Magellan d'Emmanuel Rigaut : Mathilde Belcourt (épisode Confession mortelle)
- 2017 : Libérations : elle-même (documentaire, épisode 1)
- 2018 : Meurtres à Brides-les-Bains d'Emmanuel Rigaut : Gabrielle Sandraz
- 2018 : Dix pour cent de Marc Fitoussi : elle-même (saison 3, épisode 6 : ASK)
- 2019 : Huguette d'Antoine Garceau : Huguette
- 2020 : I love you coiffure de Muriel Robin : Madame Vinard[2]
- 2020 : Meurtres dans les trois vallées d'Emmanuel Rigaut : Gabrielle Sandraz
- 2021 : Le Squat d'Emmanuel Rigaut : Colette[3]
- 2022 : Ils s'aiment... enfin presque ! d'Hervé Brami : Louise
- 2023 : Le Prochain Voyage de Thierry Binisti : Jacqueline
- 2024 : Libérations : l'espoir de Valérie Manns : elle-même (documentaire)
- 2024 : Ça, c’est Paris de Marc Fitoussi : elle-même
- 2025 : Résistantes de Renaud Bertrand : Mère Madeleine